# Jan Gratus Tarnowski
Jan Gratus Tarnowski herbu Leliwa (ur. ok. 1564, zm. przed 29 maja 1626) – kasztelan żarnowski od 1619 roku, starosta nowokorczyński w latach 1620-1624.